# シグルズール・ソラリンソン
シグルズール・ソラリンソン（Sigurður Þórarinsson 原語の発音；シグルズル・ソーラリンッソン、1912年1月8日 - 1983年2月8日）（またはシーグルズル・ソゥラリンソンとも）はアイスランドの地質学者、火山学者である。火山から噴出、堆積したテフラの年代測定を行うテフロクロノロジーのパイオニアである。アイスランドやその他地域の火山や、氷河の研究に貢献した。
北アイスランドのヴォップナフィヨルズゥルに生まれた。アイスランド大学の地質学の教授を務めた。
また、アイスランドの曲 Þórsmerkurljóð (María María)、Vorkvöld í Reykjavík、Að lífið sé skjálfandi などを作詞したことで知られる。

## ソラリンソン・メダル
1983年に心臓病で急死した後、国際火山学及び地球内部化学協会 (IAVCEI) はソラリンソン・メダル (Thorarinsson Medal) を設立した。
- 1987年: Robert L. Smith （アメリカ合衆国）
- 1989年: ジョージ・P・L・ウォーカー (George P.L. Walker) （イギリス）
- 1993年: Hans U. Schmincke （ドイツ）
- 1997年: Richard V. Fisher （アメリカ合衆国）
- 2000年: 安芸敬一 (Keiiti Aki) （アメリカ合衆国／フランス）
- 2004年: Wes Hildreth （アメリカ合衆国）
- 2008年: スティーヴン・スパークス (Robert Stephen John Sparks) （イギリス）
- 2013年: Barry Voight （アメリカ合衆国）